# Sklavinija (Peloponez)
Sklavinija je bila slavenska država na tlu Peloponeza koju su osnovali 589. godine. Prema Mandiću, istočni Slaveni ekavci su prvih godina cara Justina I. počeli provaljivati preko Dunava u rimsko-bizantsku državu. Ti su Slaveni, prema Mandiću, potjecali s područja rijeke Dnjepra, a u međuvremenu su se preselili, kako bilježi Prokopije, na lijevu obalu Dunava gdje su živjeli slobodno i samostalno, ne priznavajući vlast ni Gota, ni Avara, a vjerojatno ni Huna. Osobito su se pojačale za cara Justinijana I. od 533. do 545. godine. Te provale u početku nisu imale za svrhu naseljavanje, nego pljačku. Od 550. godine istočni Slaveni ekavci naseljavaju se za stalno na Balkanu. 
Svoju su državu osnovali 589. na Peloponezu koju su održali do 806. godine. 
O provali Slavena u grčke zemlje sve do Peloponeza, gdje su se za stalno nastanili bilježe i drugi izvori. Jedan je latinski izvor pod god. 615. zapisao, da su Slaveni osvojili Heladu, odnosno da su se Slaveni raširili po svoj Heladi, a da slavensko naviranje još nije prestalo. Kada je u 8. stoljeću dvije godine uzastopno, 746. i 747. za vlade cara Konstantina V. Kopronima, harala kuga po Heladi, pomorila je mnoštvo ljudi, onda je u opustjele zemlje došlo toliko mnoštvo Slavena sa sjevera, da se Helada pretvorila u slavensku zemlju. Konstantin Porfirogenet je zapisao "sva se grčka zemlja poslavenila i pobarbarila".